# Stylaclista quasimodo
Stylaclista quasimodo är en stekelart som beskrevs av John W. Early 1980. Stylaclista quasimodo ingår i släktet Stylaclista och familjen hyllhornsteklar. Inga underarter finns listade i Catalogue of Life.